# بنتس (نوردوست‌مکلنبورگ)
بنتس (به آلمانی: Benz) یک شهر در آلمان است که در نوردوست‌مکلنبورگ واقع شده‌است. بنتس ۶۳۶ نفر جمعیت دارد.